# Bringing Tibet Home
Pour plus de détails, voir Fiche technique et Distribution.
Bringing Tibet Home (en tibétain : ཕ་ས་བུ་ཐུག en coréen : 아버지의 땅 en chinois : 夢土) est un film documentaire de 2013 produit et réalisé par le cinéaste tibétain  Tenzin Tsetan Choklay sur l'œuvre d'art de l' artiste contemporain tibétain  Tenzin Tsetan Choklay Our Land Our people (Notre terre, notre peuple). Le film a été présenté en première au Festival international du film de Busan 2013 en Corée du Sud. Il s'agit d'un film en langue tibétaine.
Le réalisateur Tenzin Tsetan Choklay a remporté le Prix du Jury des jeunes Européens 2014 pour le film Bringing Tibet Home au 27e FIPA - Festival International de Programmes Audiovisuels à Biarritz en France.
Le film a été invité à de nombreux festivals de films internationaux et à Brisbane, en Australie, lors du 22e Festival international du film de Brisbane, il a reçu une ovation debout du public.

## Description
En 2011, l’artiste et militant tibétain Tenzing Rigdol, basé à New York, a aidé des milliers de ses compatriotes vivant en exil à rentrer temporairement chez eux. Inspiré par son incapacité à réaliser le dernier souhait de son père mourant de visiter à nouveau son pays natal, Rigdol a risqué l'incarcération pour faire passer clandestinement 20 000 kg de terre tibétaine du Tibet à travers l'Himalaya jusqu'à Dharamsala en Inde. Avec cela, il a créé une installation interactive sans précédent, Our Land, Our People, pour littéralement rapprocher le Tibet de son peuple. Le cinéaste Tenzin Tsetan Choklay a documenté l'intégralité du projet ambitieux de Rigdol, créant un documentaire extraordinaire, à la fois un portrait émouvant d'un peuple dépossédé et un hommage inspirant au pouvoir transformateur de l'art.

## Prix et nominations
- Lauréat : Prix du Jury des jeunes Européens - 27e FIPA - Festival International de Programmes Audiovisuels 2014
- Nommé : FIPA d'or Grand reportage et Investigation - 27e FIPA - Festival International de Programmes Audiovisuels 2014
- Nommé : Prix du Jury San Francisco International Asian American Film Festival 2014[5],[6]
- Nommé : Compétition Prix Mecenat Festival international du film de Busan 2013[7].